# Órgano de la Catedral de Medellín

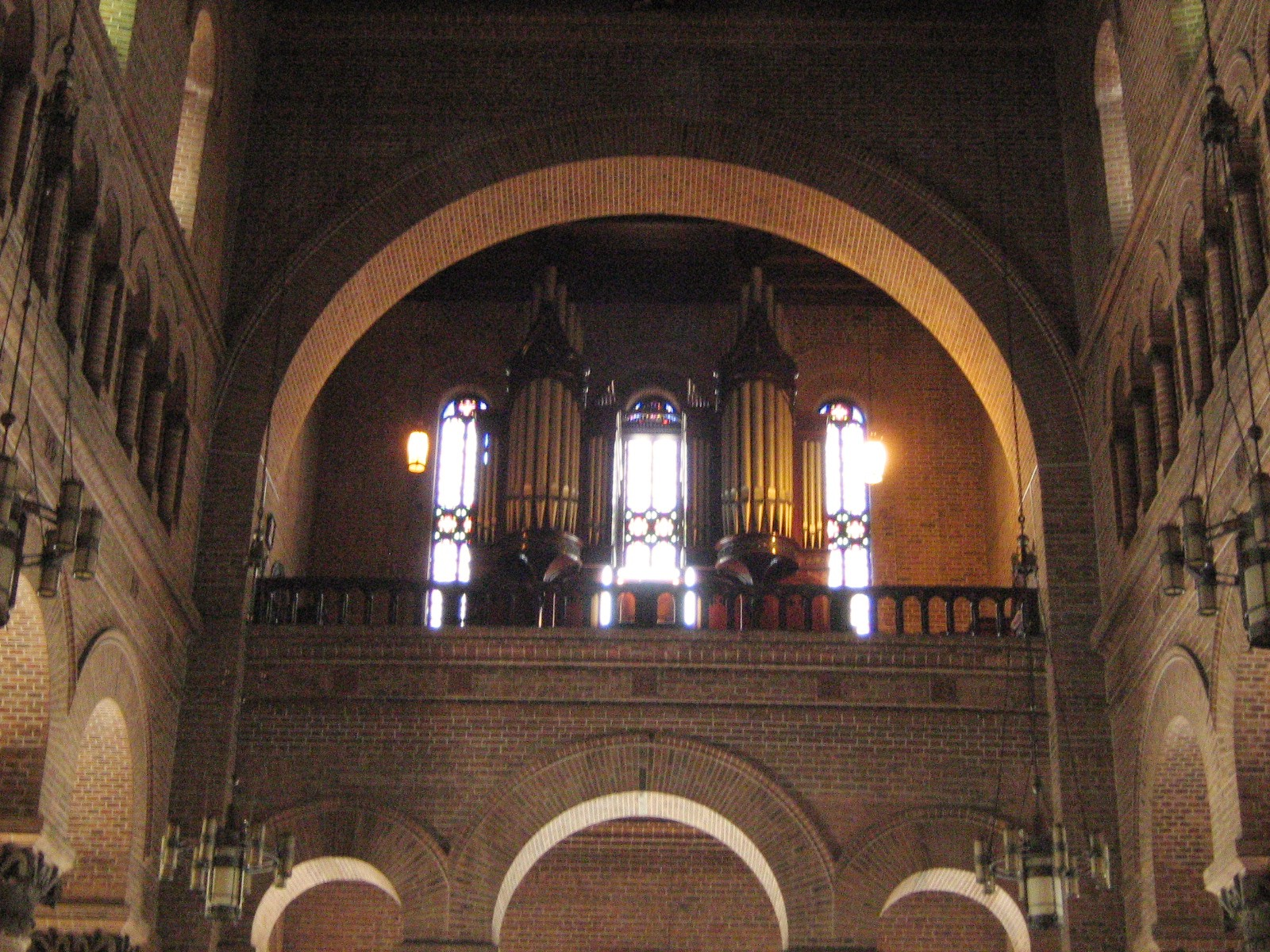
Al extremo opuesto del presbiterio sobre el portal principal, es decir, sobre el sotacoro o pronave, al pie de la nave central, se encuentra el coro alto que ocupa un área de 124 metros cuadrados aprox., en cuyo espacio se ubicó el órgano E.F. Walcker Opus 2367 de 17 toneladas de peso.

El órgano de la Catedral metropolitana de Medellín es el órgano tubular de dicha iglesia catedralicia colombiana, ubicado en la ciudad de Medellín, Antioquia. El sistema actual del instrumento es de 52 juegos o registros, una consola con tres teclados manuales y un teclado que se toca con los pies (pedalero), lo que lo convierte en el segundo órgano más grande del país, superado únicamente por el de la Catedral de Bogotá, fue fabricado en Alemania por la casa organera E.F. Walcker & Cie. en la ciudad de Ludwigsburg, en 1932 con el Opus 2367. Además de utilizarse en los servicios religiosos, el órgano también es utilizado para conciertos, lo que le ha permitido a lo largo de su historia ser tocado por reconocidos organistas internacionales como Pierre Pincemaille,  Edgar Krapp, Christian Schmitt, Pascal Marsault, Gorka Sierra, Maude Gratton y Juan de la Rubia. El actual organista titular es el maestro Daniel Julián Arteaga Meneses .

## Historia
El 12 de agosto de 1931 fue inaugurada la nueva Catedral de Medellín y el Capítulo Metropolitano quien estaba a cargo del templo, decidió adquirir un órgano tubular para la nuevo templo. El 23 de noviembre de 1931, el Capítulo encargó a los presbíteros Lucas Vásquez y Francisco Ríos la consecución del instrumento. El 3 de mayo de 1932, presentaron informe sobre las cotizaciones de varias casas constructoras. Finalmente, se escogió el órgano más grande y más costoso de los tres instrumentos cotizados el cotizado por la fábrica Walcker Orgelbau, Ludwigsburg (Alemania). Empresa fundada en 1785, con experiencia en la construcción de este tipo de instrumentos sobre todo para climas tropicales. La casa constructora ofreció el instrumento fabricado en roble, sin embargo, en Medellín solicitaron que la madera debía ser nativa del trópico, para que fuera lo suficientemente resistente a las plagas. Por lo cual, la madera por fuera y por dentro del órgano es en caoba (palosanto), muy bien seleccionado y fue importado de Belice (Centroamérica). El órgano terminó costando en esa época la suma de 25.000 dólares, un precio muy elevado, pero los materiales utilizados fueron de la más alta calidad y traía incorporado lo último en tecnología.

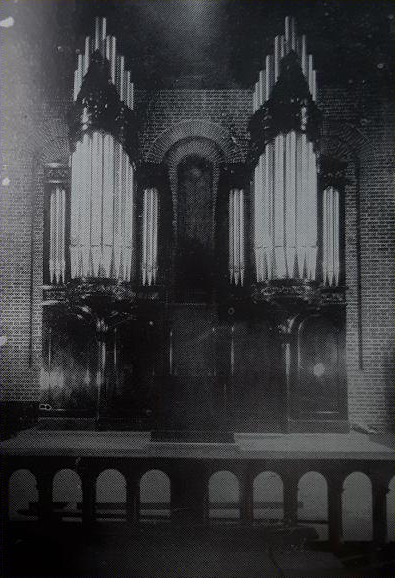
El órgano E.F. Walcker recién instalado en 1933 antes de su inauguración que fue el 12 de agosto de ese mismo año. Inicialmente contó con 51 registros.

La casa constructora, cuyo director en ese momento era Oskar Walcker, comenzó la construcción del instrumento a mediados de 1932, y finalizó en el mes de noviembre del mismo año. En diciembre despachó el órgano desde la fábrica de Ludwigsburg (sur de Alemania) al puerto de Hamburgo, de donde zarpó el 1 de enero de 1933 en el «Vapor Magdalena». Dos meses después llegó a Puerto Colombia (Atlántico), de allí a Barranquilla para ser enviado por el Río Magdalena en el buque «El Ruiz» hasta Puerto Berrío, de donde se despachó el 24 de marzo hacia Medellín en el Ferrocarril de Antioquia. Finalmente el órgano llegó a la ciudad el 25 de marzo de 1933, en 24 cajas muy pesadas lo que dificultaba moverlas, de las cuales la más grande pesaba 1.600 kilos aproximadamente, el peso aproximado de las cajas era cerca de 22 toneladas. Todas las cajas llegaron intactas, sin averías y fueron almacenadas en fila, adentro en la parte de atrás del templo.
La casa constructora envió a su técnico, el organero Oskar Binder, para la instalación y entrega del órgano, quien salió de Alemania por el puerto de Hamburgo el 25 de febrero de 1933 en el barco «Caribia» y llegó a Puerto Colombia el 19 de marzo. De Barranquilla salió el 21 de marzo por el río Magdalena, hasta Puerto Berrío, de donde salió para Medellín, para finalmente llegar el 1 de abril del mismo año. Al otro día de su llegada revisó las cajas y las encontró con sus tapas intactas, luego el 3 de abril comenzó a abrirlas y a desempacar el órgano. Luego, en compañía de los presbíteros Lucas José Vásquez, ecónomo de la Catedral; Francisco Ríos, mayordomo; y Nacianceno Ramírez, organista titular de la catedral; examinaron el coro alto escogido para instalar el órgano, y llegaron a la conclusión de que se debía reforzar la plataforma con una estructura metálica independiente, pues el escenario seleccionado no era capaz de soportar las 17 toneladas que pesa el órgano totalmente armado, ni la vibración del motor de tres caballos de fuerza que requiere el instrumento para funcionar.
Dicha estructura costó 2000 pesos, y una vez terminada se inició a armar el órgano.Primero se contó con la ayuda de 12 trabajadores que subieron al coro las piezas pesadas por medio de un malacate, y las piezas livianas y delicadas, como las flautas, a mano por las escaleras. Después el organero Binder siguió el montaje con tres ayudantes hasta terminar la instalación y dejar todo listo para su entrega. Todo el montaje costó 1.500 dólares.
Para la inauguración, y con el fin de enseñar su manejo al personal local, se contrató por un año los servicios del organista alemán Alfons Merz, quien fue contratado por 180 pesos mensuales y trajo música para el órgano valorada en 1.562.43 pesos, al final se le pagaron 4.653.74.
Finalmente, la inauguración fue el 12 de agosto de 1933 (91 años), a las cuatro de la tarde, cuando el arzobispo Manuel José Cayzedo bendijo el órgano, y el maestro Merz dio un concierto con un lleno total, donde interpretó obras de Johann Sebastian Bach y otros compositores. El instrumento contó inicialmente con 51 juegos o registros.

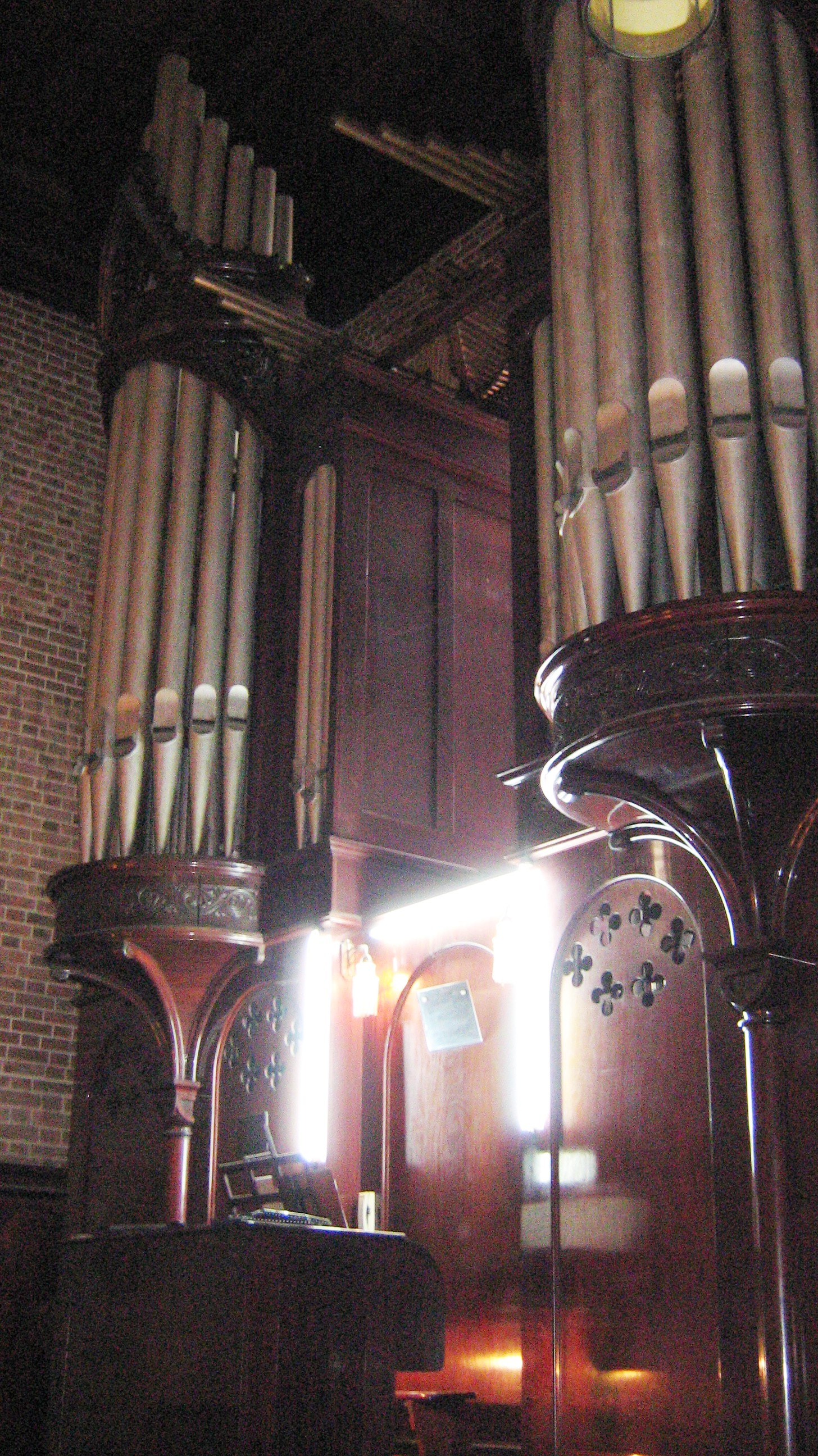
El órgano tiene diez metros de alto, doce de ancho y cinco de fondo, cuenta con 3.478 flautas, las pocas que están a la vista se denominan tubos de fachada, la gran mayoría no es visible y se encuentran en el interior del instrumento.

Además, Binder, quien en ese momento tenía 22 años, había llegado al país solo para instalar el órgano, decide más adelante establecer la compañía Oskar Binder & Cia. Ltda con sede en Bogotá y se vuelve el representante exclusivo para Colombia de la casa E.F. Walcker, suceso que explica la predominancia de esta marca de órganos en el país. Más adelante, Binder instala de la misma marca los órganos tubulares de la Catedral de Ibagué, de la Basílica de Nuestra Señora de la Merced, de la Catedral de Santa Fe de Antioquia, y de la sala de conciertos de la Biblioteca Luis Ángel Arango entre otros, además modifica los órganos de otras marcas como el de la Catedral de Bogotá (actualmente es el más grande de Colombia) o como el de la iglesia de San José de Medellín (el tercero más grande).
En 1939 el instrumento fue reparado por el organero Binder. En 1962, el arzobispo Tulio Botero Salazar crea la “Parroquia de la Catedral”, por medio del decreto del 29 de junio de ese año, quedando a cargo de todo lo referente al culto en la Basílica y la administración del edificio, incluyendo el órgano. 
En marzo de 1970, el párroco el canónigo Eugenio Restrepo Uribe y Binder firmaron contrato para reparar el instrumento, pues presentaba serios problemas, por ejemplo estaba silente en un treinta por ciento de su capacidad. Pero por diversos inconvenientes, no fue hasta 1972, al tener el órgano 39 años de servicio, que se comenzaron las obras de restauración. Binder junto con dos ayudantes expertos, realizaron una limpieza total, se desmontaron más de 3.000 flautas, se forraron de nuevo los cinco grandes fuelles. Se cambiaron por nuevos o se forraron de nuevo, según el caso, más 2.950 pequeños fuelles, cuyos tamaños oscilan entre 9 x 7 y 6 x 2 centímetros (estos pequeños fuelles accionan las válvulas de cada flauta). Luego se hizo el montaje de todo los elementos restaurados y finalmente, se realizó la armonización y afinación de las flautas.
Además, el sistema eléctrico de encendido también se modernizó, ya que para prender el órgano se requería antiguamente accionar cuatro interruptores y uno de ellos lentamente. Por los cual, se instaló un tablero moderno que con un solo botón se enciende el instrumento e igualmente, se colocó un sistema de seguridad para proteger el aparato de fortuitas variaciones de voltaje. La reinauguración se hizo con dos conciertos el 4 y el 5 de diciembre de 1972 a las 8 p. m. y estuvieron a cargo de los organistas José Hernando Montoya Betancur (el 4) y Jaime Santamaría (el 5).
Luego, en 1975, el párroco titular, el presbítero Hernando Barrientos Cadavid y Binder se pusieron de acuerdo para renovar los mecanismos electrónicos por nuevos y más modernos. Además, se adicionó un juego de trompetas de cobre para dar mayor acústica al sonido de acuerdo con el tamaño de la catedral, quedando el órgano con 52 registros. Todo el nuevo material requerido para la intervención se calculó en 1975 en $ 383.500 pesos. En el transcurso de los tres años que duró la llegada de las piezas de la casa constructora y para hacer el ensamble en el instrumento, se requirió de un reajuste de $ 106.500 pesos, por lo cual, todo el trabajo terminó costando $490.000 pesos.

Festival Internacional de Órgano de Medellín
En 1975, el maestro José Hernando Montoya Betancur, en ese momento organista titular de la Catedral, había participado con gran éxito en el X Festival Internacional de Órgano de Morelia (México) realizado en la Catedral de dicha ciudad. A su regreso a Medellín llegó con la idea de realizar un festival similar en la Catedral. El párroco Hernando Barrientos, se contagió de la idea del maestro Montoya y entre ambos consiguieron el patrocinio de la industria antioqueña para la realización del primer festival. Por lo cual, en noviembre de 1975, al cumplir 300 años de fundación la ciudad de Medellín, se realizó el primer Festival Internacional de Órgano de Medellín con sede en la Catedral. Sus primeros participantes, además del maestreo Montoya, fueron David Huinshaw (Estados Unidos), Simón Galindo (Bogotá) y Alfonso Vega Núñez (Mexico).

Durante los años en los que se realizó el Festival Internacional de Órgano si vio pasar a los mejores organistas del mundo, actualmente no se ha vuelto a realizar por falta de presupuesto.

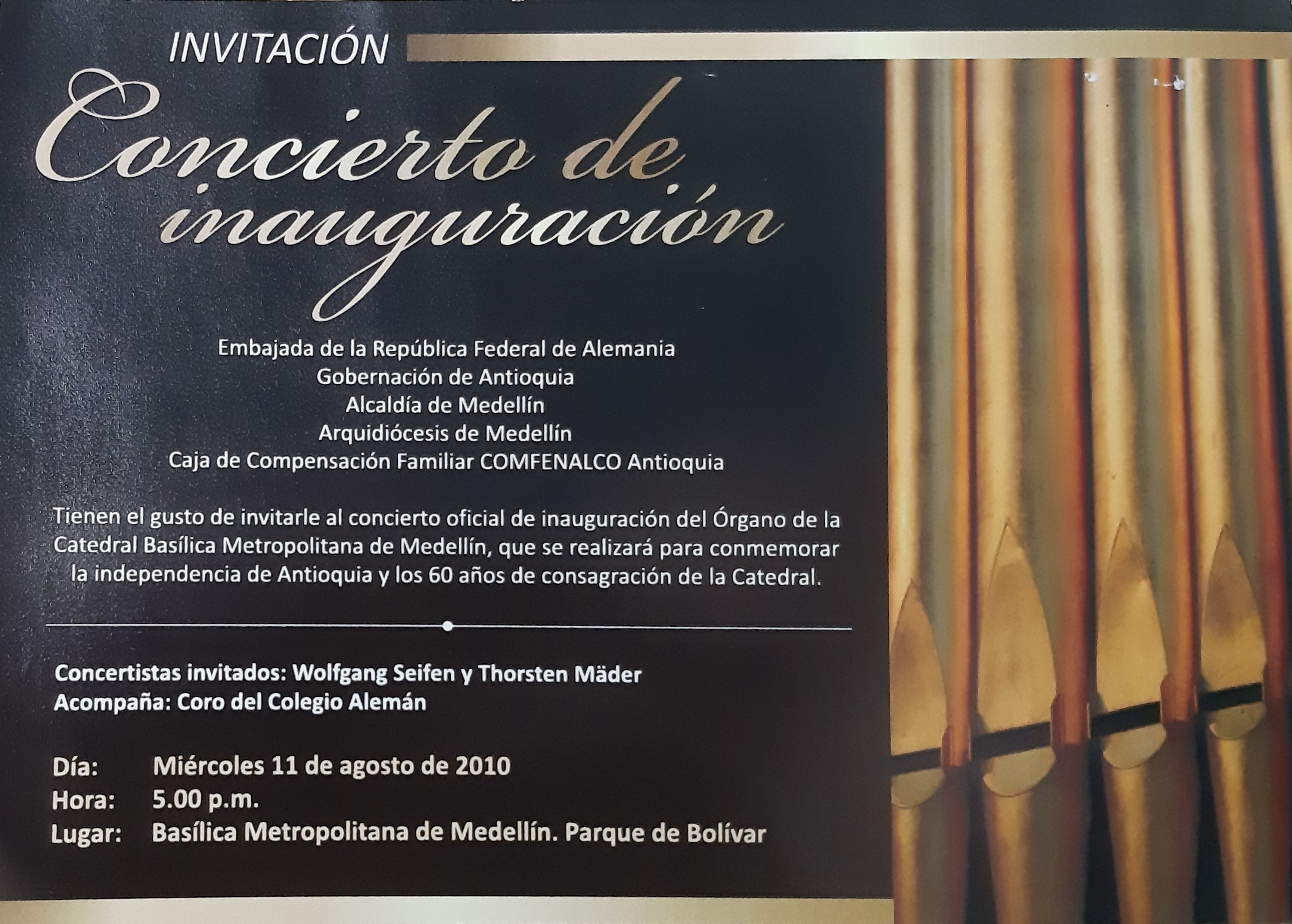
Invitación de la reinauguración del órgano realizada el 11 de agosto del 2010.

Mientras Binder vivió le aseguró un excelente mantenimiento, pero después de su muerte en 1990, el órgano con el paso del tiempo, comenzó presentar problemas que lo llegaron a poner en riesgo.  Debido al uso, los contactos eléctricos de la consola se desgastaron y además, en el 2002 sufrió exposición a la humedad por lo que se realizó una reparación provisional, pero aun así siguió funcionando a media marcha; por ejemplo de los 52 registros que tiene, 25 dejaron de funcionar, pues el sistema de bolsas, las cuales son de cuero, al humedecerse se endurecen y pierden su elasticidad.
Ante esto y otros problemas, era necesario someter al órgano a una reparación integral. Para tal fin se obtuvo el interés del gobierno alemán, pues es considerado patrimonio para los alemanes por ser de los pocos construidos antes de la Segunda Guerra Mundial y que aún se conservan. Por lo cual, la embajada de Alemania donó 70.000 euros; así mismo, la Gobernación de Antioquia donó 200.000.000 de pesos y la Alcaldía de Medellín y Comfenalco Antioquia $50.000.000 cada uno, lo cual suma alrededor de $520.000.000 de pesos y la empresa privada apoyó este proyecto para completar los $630.000.000 que costó todo el proceso de reparación.
El proceso de restauración comenzó el 25 de noviembre de 2009 (el día anterior, el 24 de noviembre fue el último concierto previo a las obras y estuvo a cargo del presbítero Guillermo León Gómez, organista de la Catedral), el cual fue administrado por Comfenalco Antioquia y la restauración estuvo a cargo de la empresa alemana Oberlinger, destacada casa organera. Dicho proceso comenzó con la limpieza de cada una de sus piezas y que incluyó el reemplazo de 3.000 pequeños fuelles que permitió que el órgano quedara en el mismo estado en que estaba cuando se construyó.
La reinauguración oficial fue a las 5 p. m. del 11 de agosto del 2010 con un concierto a cargo de dos maestros invitados, los organistas alemanes Wolfgang Seifen y Thorsten Mäder, y acompañados por el Coro del Colegio Alemán compuesto con 25 niños y jóvenes.

## Características

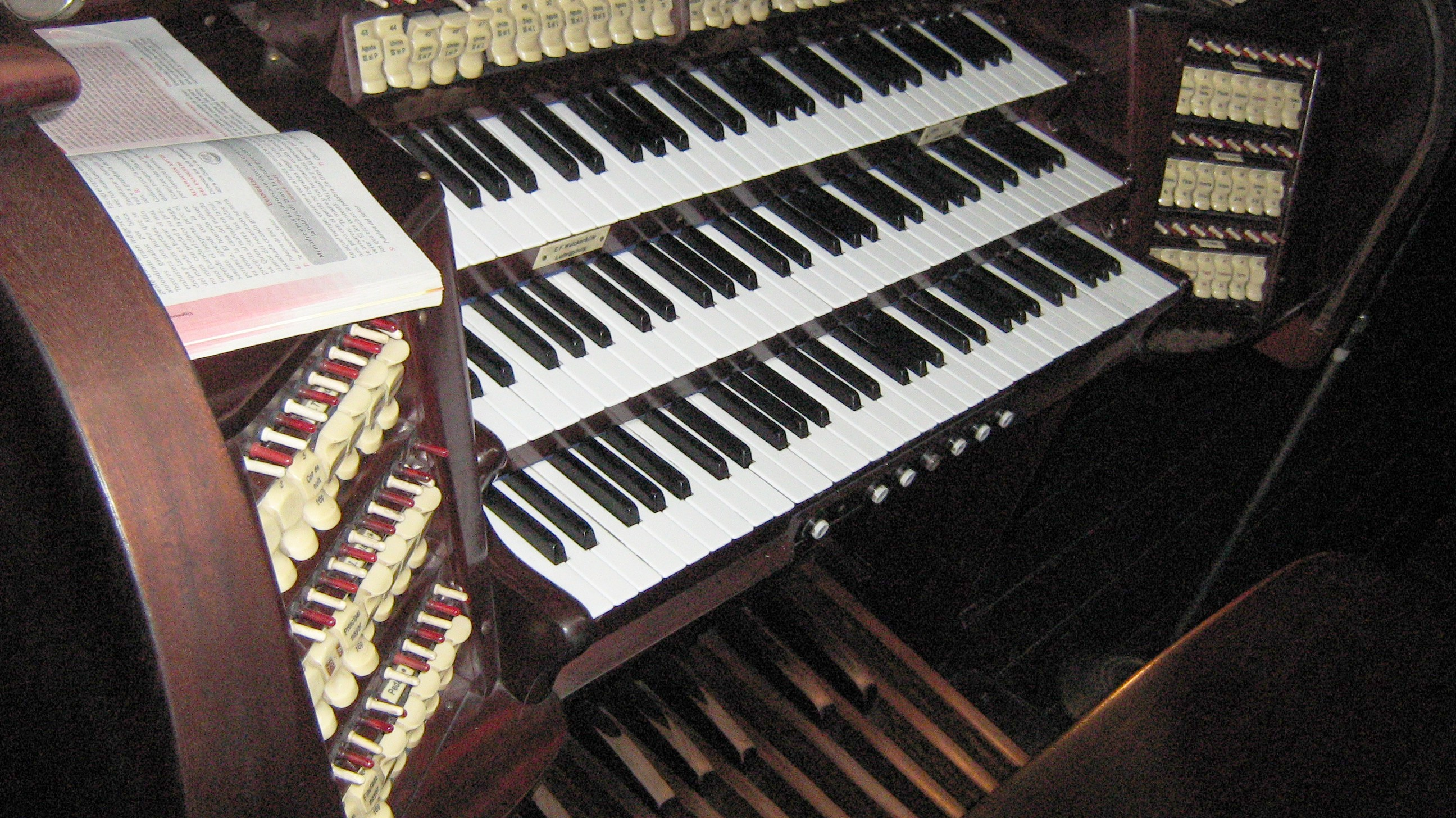
Consola del órgano Walcker. Los juegos o registros (sonidos) se manejan desde la consola por medio de las teclas de los cuatro teclados, tres manuales y el pedalero. Encima y a los lados de los manuales se encuentran los controles de los registros de tipo plaquetas, marcados con los nombres de cada uno, los cuales se puede activar y desactivar; además están los acoples que se pueden enganchar y así duplicar los acordes y acoplar los teclados el uno al otro. Con estas ayudas el organista puede combinar los registros a su gusto y como lo ha concebido el compositor en sus obras.

El instrumento mide diez metros de alto, doce de ancho y cinco de fondo. Se localiza sobre el portal principal, es decir, en el coro alto que ocupa un área de cien metros cuadrados aproximadamente. El órgano E.F. Walcker Opus 2367 es estilo romántico, técnicamente es de acción electroneumática, se compone de 52 juegos o registros (sonidos) repartidos en tres teclados manuales cada uno con 61 notas y un teclado que se toca con los pies (pedalero) con 30 notas, que sirve para los bajos graves.
Todos los teclados están dispuestos en una consola, la cual está separada y puesta delante del órgano con vista a la nave central. Estos teclados hacen sonar un total de 3.478 flautas (incluido el registro nuevo) de muy variada longitud, calibre y material, de las cuales 228 son de madera de caoba, 3250 en metal con aleación de 75 por ciento de estaño y 25 por ciento de plomo. La flauta más grande de madera tiene 5,80 m de largo por 45 x 40 cm de ancho. La más larga de zinc mide 6,20 m de largo por 24 cm de diámetro. La flauta más pequeña tiene 6 milímetros de largo y 5 mm de diámetro. En sí, el órgano es una orquesta con instrumentos como trompetas, bombardas, oboes, clarinetes, flautas y voces humanas.
Para hacer sonar todas estas flautas un ventilador con dos turbinas produce el aire y está acoplado a un motor de 3 caballos de fuerza. El ventilador suministra 50 m³ de aire por minuto con una presión de 30 libras. Este aire llena 5 grandes fuelles que miden 1.50 x 1.00 metros, son de tipo cajón de un solo pliegue, están hechos de madera y los pliegues están forrados en cuero. Estos fuelles se encargan de regular la cantidad y la presión para que el órgano no suene desafinado.

## Disposición
A continuación se enlista la disposición de registros del órgano.
| I Gran órgano (61 notas) |                    |                    |  |
| 01.                      | Principal mayor    | 16'                |  |
| 02.                      | Principal          | 08'                |  |
| 03.                      | Violonchelo        | 08'                |  |
| 04.                      | Borbón             | 08'                |  |
| 05.                      | Dulciana           | 08'                |  |
| 06.                      | Octava             | 04'                |  |
| 07.                      | Flauta             | 04'                |  |
| 08.                      | Nazardo            | 02 2⁄3'            |  |
| 09.                      | Octava             | 02'                |  |
| 10.                      | Lleno03-4 hileras  | Lleno03-4 hileras  |  |
| 11.                      | Cometa03-5 hileras | Cometa03-5 hileras |  |
| 12.                      | Tuba               | 08'                |  |
| 13.                      | Trompeta           | 08'                |  |

| II Positivo (61 notas) |                            |                            |
| 14.                    | Cor de nuit                | 16'                        |
| 15.                    | Principal                  | 08'                        |
| 16.                    | Flauta de concierto        | 08'                        |
| 17.                    | Quintadena                 | 08'                        |
| 18.                    | Salicional                 | 08'                        |
| 19.                    | Praestant                  | 04'                        |
| 20.                    | Spitzflauta                | 04'                        |
| 21.                    | Piccolo                    | 02'                        |
| 22.                    | Címbalo03-5 hileras        | Címbalo03-5 hileras        |
| 23.                    | Clarinete                  | 08'                        |
| 24.                    | Harfe (registro percutido) | Harfe (registro percutido) |

| III Recitativo (61 notas) |                     |             |
| 25.                       | Bordón amable       | 016'        |
| 26.                       | Flautado principal  | 08'         |
| 27.                       | Flauta de caña      | 08'         |
| 28.                       | Echo gamba          | 08'         |
| 29.                       | Voz celeste         | 08'         |
| 30.                       | Principal           | 04          |
| 31.                       | Flauta armónica     | 04'         |
| 32.                       | Flautino            | 02'         |
| 33.                       | Terza               | 01 3⁄5'     |
| 34.                       | Progresión armónica | 4-5 hileras |
| 35.                       | Basson              | 016'        |
| 36.                       | Trompeta armónica   | 08'         |
| 37.                       | Oboe                | 08'         |
| 38.                       | Voz Humana          | 08'         |
| 39.                       | Clarín              | 04'         |

| Pedal (30 notas) |                 |                 |
| 40.              | Gran bórdon     | 32'             |
| 41.              | Flautado mayor  | 16'             |
| 42.              | Contrabajo      | 16'             |
| 43.              | Subbajo         | 16'             |
| 44.              | Bordón dulce    | 16'             |
| 45.              | Octava          | 08'             |
| 46.              | Flauta baja     | 08'             |
| 47.              | Coralbajo       | 04'             |
| 48.              | Lleno05 hileras | Lleno05 hileras |
| 49.              | Bombarda        | 16'             |
| 50.              | Fagot           | 16'             |
| 51.              | Trompeta        | 08'             |
| 52.              | Corno           | 04'             |

La numeración no se corresponde con el orden del instrumento.
- Acoplamientos: I-Ped, II-Ped, III-Ped, III-Ped Aguda, II-I, III-I, III-II, II-I Aguda, III-I Aguda, III-I Grave, II Aguda, II Grave, III Aguda (real), III Grave.
- Accesorios: Expresión, Crescendo, Anulador crescendo, Pisa I-Ped, Pisa II-Ped, Pisa III-Ped, Pisa III-Ped Aguda, 2 combinaciones libres, Piano, forte, Tutti, Anulador Trompeta 8', Trémolo II, Trémolo III.

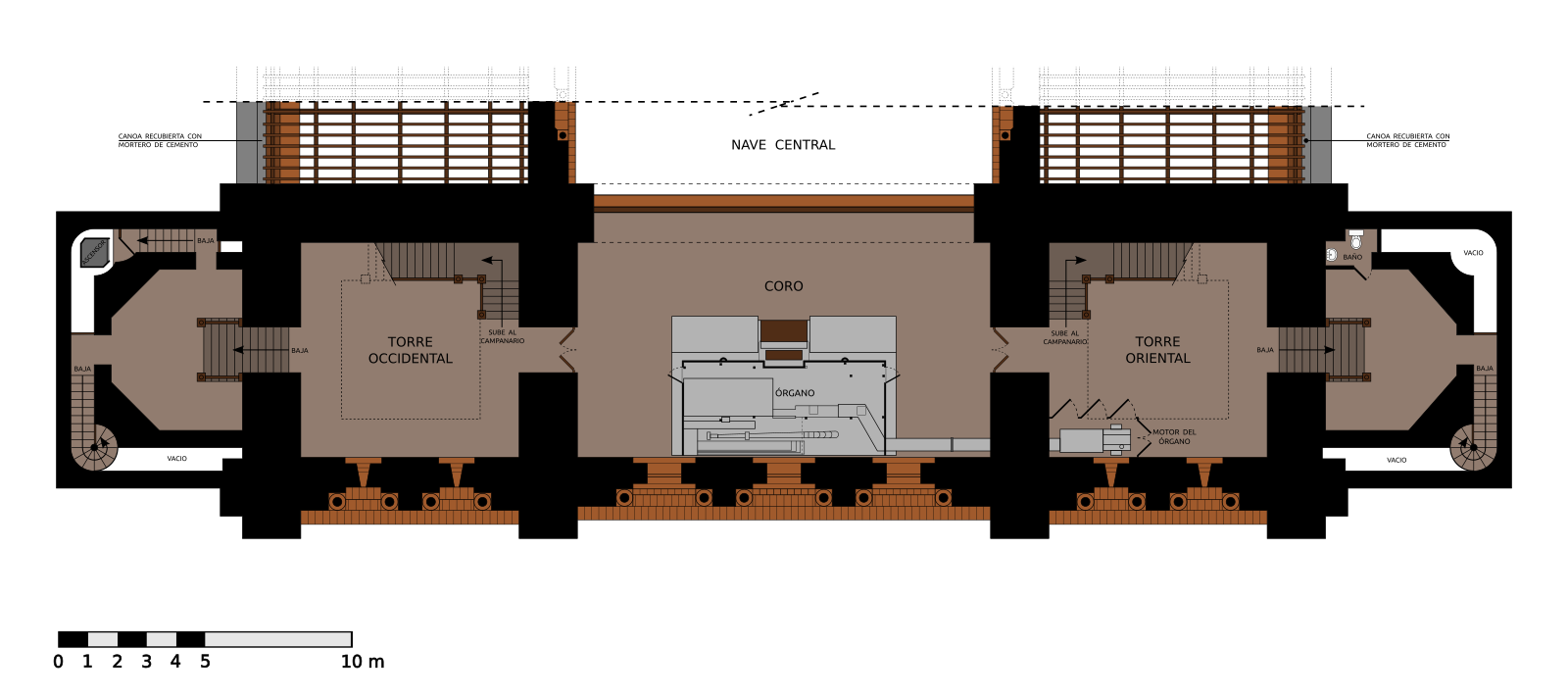
Plano del coro y áreas adyacentes, se puede ver la localización del órgano y del motor.

## Organistas titulares
En la constitución Sacrosanctum Concilium (una de las cuatro constituciones conciliares emanadas del Concilio Vaticano II), en el Capítulo VI trata sobre de la música sacra. Entre otras cosas, dice en la sección 120: «Téngase en gran estima en la Iglesia latina el órgano de tubos, como instrumento musical tradicional, cuyo sonido puede aportar un esplendor notable a las ceremonias eclesiásticas...». El organista es el vínculo fundamental entre el órgano tubular y la comunidad de creyentes. 

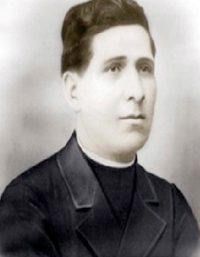
Maestro Nacianceno Ramírez Parra.

Es de destacar que cuando la Catedral de Medellín era la Iglesia de la Candelaria, estuvo como maestro de capilla entre 1889 y 1915, el payanés Gonzalo Vidal Pacheco destacado músico y compositor, entre sus obras más reconocidas se encuentra la música del himno de Antioquia, algunas misas de réquiem y numerosas sonatas y fugas. 
A continuación se indican los organista titulares de la catedral desde que llegó el órgano E.F. Walcker.
- Nacianceno Ramírez Parra fue un sacerdote, compositor y organista.[24] Nació el 22 de diciembre de 1890 en Sonsón, Antioquia y falleció el 28 de enero de 1978. Su formación sacerdotal la realizó en el Seminario de Medellín, y fue ordenado sacerdote el 8 de abril de 1916.[24] Mostró inclinación musical a temprana edad, lo que le  permitió interpretar el armonio de la iglesia de su pueblo natal. En el Seminario fue encargado del melodio de la institución y mientras cursaba sus estudios sacerdotales realizaba los de música.[24] En 1915, siendo diácono, fue nombrado organista de la Catedral de Medellín (Iglesia de la Candelaria) y el 5 de junio de 1918 pasó a ser el maestro de capilla. Fue canónigo honorario de la catedral.[24] Continuó sus estudios musicales en el Instituto de Bellas Artes, y fue el organista titular de la Catedral Metropolitana (Villanueva) desde 1933 hasta 1968,[24] cuando por su apretada agenda dejó de ser titular, pero siguió vinculado como organista hasta su muerte.[5][2][14] Como compositor se enfocó al género religioso, entre sus obras se encuentran Misas en latín y español, motetes, cánticos eucarísticos e himnos, entre otros.[24]

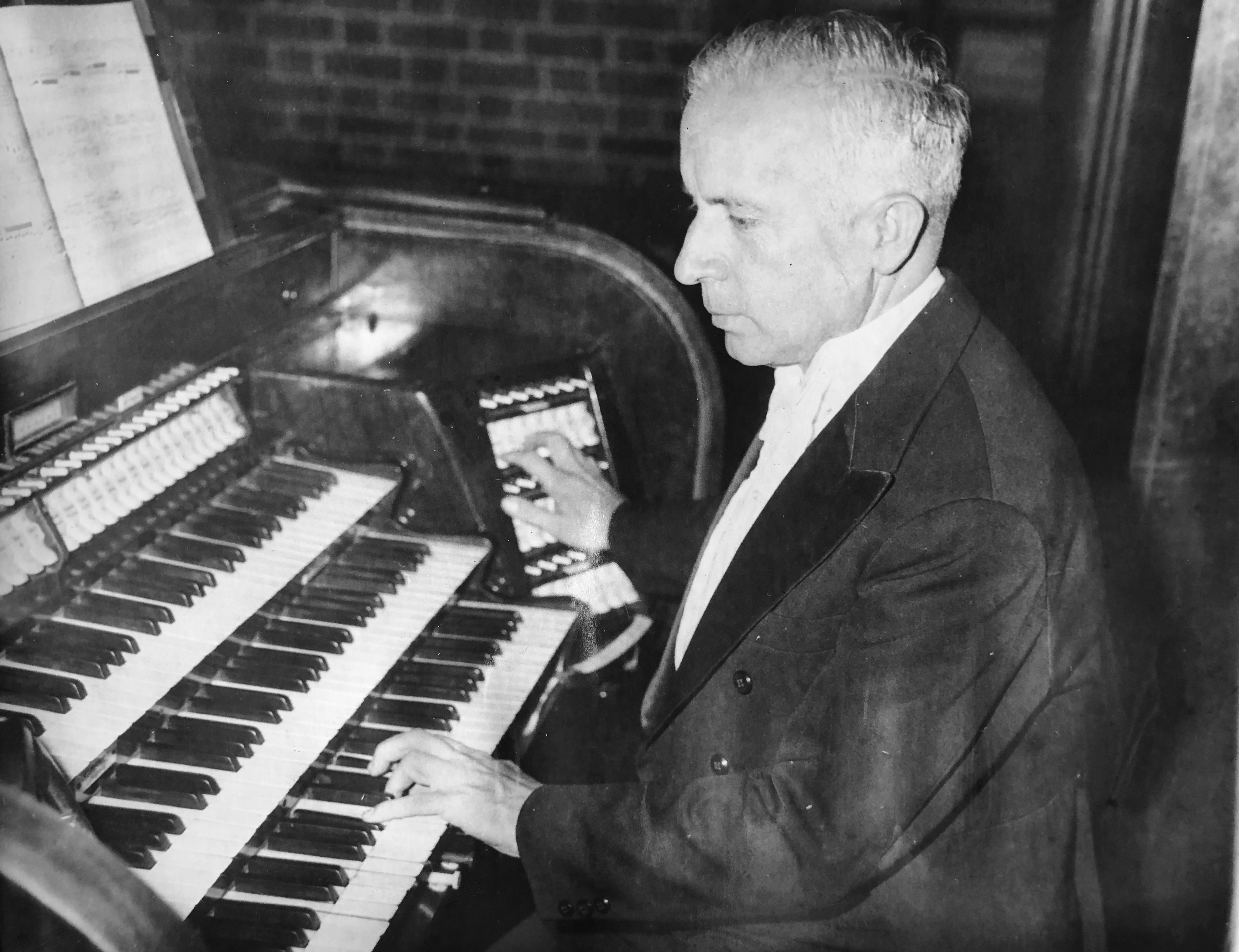
Maestro José Hernando Montoya Betancur en el órgano de la catedral.

- José Hernando Montoya Betancur fue un pianista, organista y compositor.[25] Nació el 11 de diciembre de 1921 en el corregimiento San Antonio de Prado, Municipio de Medellín, y murió en la misma localidad un 24 de abril de 1994. Sus primeros estudios fueron realizados en el Instituto de Bellas Artes de Medellín, donde tuvo como profesores de piano a Nicolás Torres y Ana María Pennella. Luego ingresa al Conservatorio de Música de la Universidad de Antioquia, en donde estudió armonía, contrapunto, fuga y composición con el maestro Rino Maione, y el curso de historia con el presbítero David Pujol.[25] Tuvo sus comienzos como maestro de capilla de la iglesia de San Antonio de Prado y se desempeñó durante 26 años como organista de la Catedral de Medellín.[5][14] Fue profesor de historia y apreciación musical en el Instituto de Cultura Popular. Por concurso fue invitado a Massachusetts en donde realizó varios conciertos; también fue invitado a participar en el X Festival Internacional de Órgano de Morelia (México) y reinauguró el órgano de la Catedral de Santiago de Guatemala en 1985.[25] Fue miembro fundador de la Orquesta Filarmónica de Medellín y precursor de los festivales de órgano realizados en la ciudad de Medellín durante varios años.[25] Mientras vivió, fue considerado como el mejor organista de Colombia.[17] Algunas obras: “Salutación Angélica”, “Siete corales y una fuga”, “Suite para piano”, “Marcha Canto de la Esperanza” y “Fantasía en La menor”.[25]

- Esteban Emilio Bravo Henao es un pianista, organista y profesor de música.[26] Nació en Medellín en 1964.[27] Se inició musicalmente con su padre Francisco Bravo Betancur y cantó con la Coral Bravo Márquez durante varios años.[27] Ingresó al Instituto Musical Diego Echavarría, después al Instituto de Bellas Artes y a la Coral Tomás Luis de Victoria.[27] En 1986 obtuvo el grado en Teoría Musical en la Escuela superior de Música en Tunja.[28][27][26] En 1993 finalizó la carrera de Educación Musical en la Corporación Universitaria Adventista de Colombia.[28][27] Estudió piano con los maestros Harold Martina, Jorge Zorro, Karol Bermúdez, Pilar Leyva y con la profesora Olga Shiskhina. Realizó estudios de jazz con los maestros Juan José Arango, Luis Uribe Espieta, Iván Uribe y Álvaro Rojas.[28][27] Estudió órgano con el maestro José Hernando Montoya Betancur.[28][26][27] Ha realizado recitales en varias ciudades de Colombia, en calidad de solista y acompañante; ha actuado como solista con la Orquesta Filarmónica de Medellín y con la Banda Sinfónica Universidad de Antioquia.[26] Fue pianista invitado de la Orquesta Sinfónica de Antioquia durante once años.[26] En el 2010 obtiene la Maestría en Pedagogía del Piano, de la Universidad Nacional de Colombia.[26] Desde 1988 es profesor de la Universidad de Antioquia, y fue organista titular de la Catedral de Medellín entre mayo de 1994 a septiembre de 1996.[28][27]

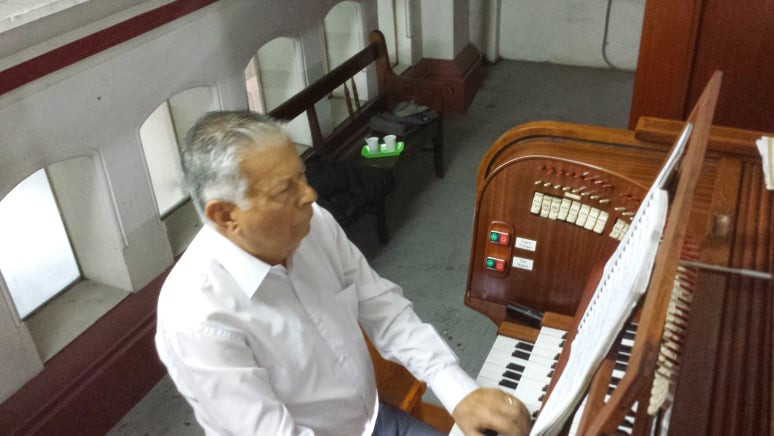
Maestro Luis Eduardo González en el órgano de la Iglesia de San José.

- Luis Eduardo González fue un compositor, director, organista, improvisador y profesor.[29] Nació el 19 de marzo de 1934 en Montebello, Antioquia, y falleció el 21 de junio de 2019. Mientras cursaba sus estudios secundarios con los padres salvatorianos comenzó a estudiar solfeo y piano con el presbítero Roberto María Weber.[29] Luego ingresó al Instituto de Bellas Artes de Medellín donde tuvo como profesores a Harold Martina y Eusebio Ochoa. Fue organista en la parroquia de Copacabana y en Nuestra Señora del Sagrado Corazón en Buenos Aires (Medellín).[29] A partir de 1964 se desempeñó como profesor de solfeo en el Instituto de Bellas Artes y en 1962 en el Centro Formativo de Antioquia -CEFA- como profesor de Historia de la Música y Apreciación Musical. Fue director de los coros de la Universidad de la Universidad de Medellín, Santa Cecilia en Bellas Artes y el de Almacenes Éxito.[29] Desde 1996 se desempeñó como organista titular de la Catedral Metropolitana.[29] Algunas obras son: dos Horas Santas, varios Trisagios y Motetes, “Los Siete Dolores”, villancicos para 3 y 4 voces mixtas, “Himno de la Universidad de Medellín”, 2 mazurcas, dos danzas, pasillo “Noches de amor” y bambuco fiestero “Pasiando”.[29]

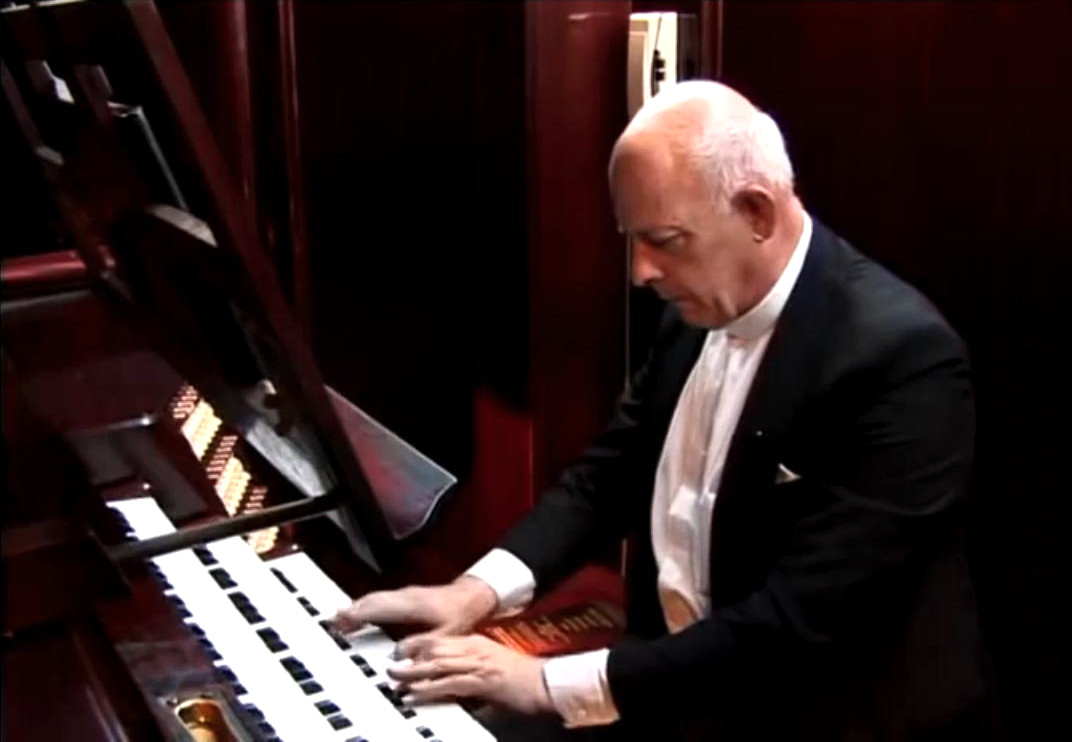
Maestro Guillermo León Gómez O.

- Guillermo León Gómez Ochoa fue un sacerdote, compositor, pianista y organista.[30] Nació el 29 de febrero de 1944 en El Carmen de Viboral, Antioquia, y falleció el 14 de enero del 2013 en Medellín.[30][31] Nació en el seno de una familia de músicos.[32] Estando en el Seminario menor de Medellín cursando el bachillerato, comenzó a estudiar música solo en el armonio de la institución, más adelante, le asignan al profesor Jairo Yepes y con él estudia piano durante dos años.[32] Luego, mientras cursaba sus estudios sacerdotales en el Seminario Mayor, realizaba los estudios de piano en el Instituto de Bellas Artes de Medellín con el maestro Pietro Mascheroni, de dicha institución se graduó como pianista concertista en 1975, siendo ya sacerdote.[32][30][33] Se dedicó a estudiar e interpretar el órgano, proceso durante el cual compuso preludios para dicho instrumento. Su primer profesor de órgano fue el maestro José Hernando Montoya Betancourt. Fue organista en la catedral de Girardota por 24 años,[33] luego fue el organista de la catedral de Medellín.[31][30]

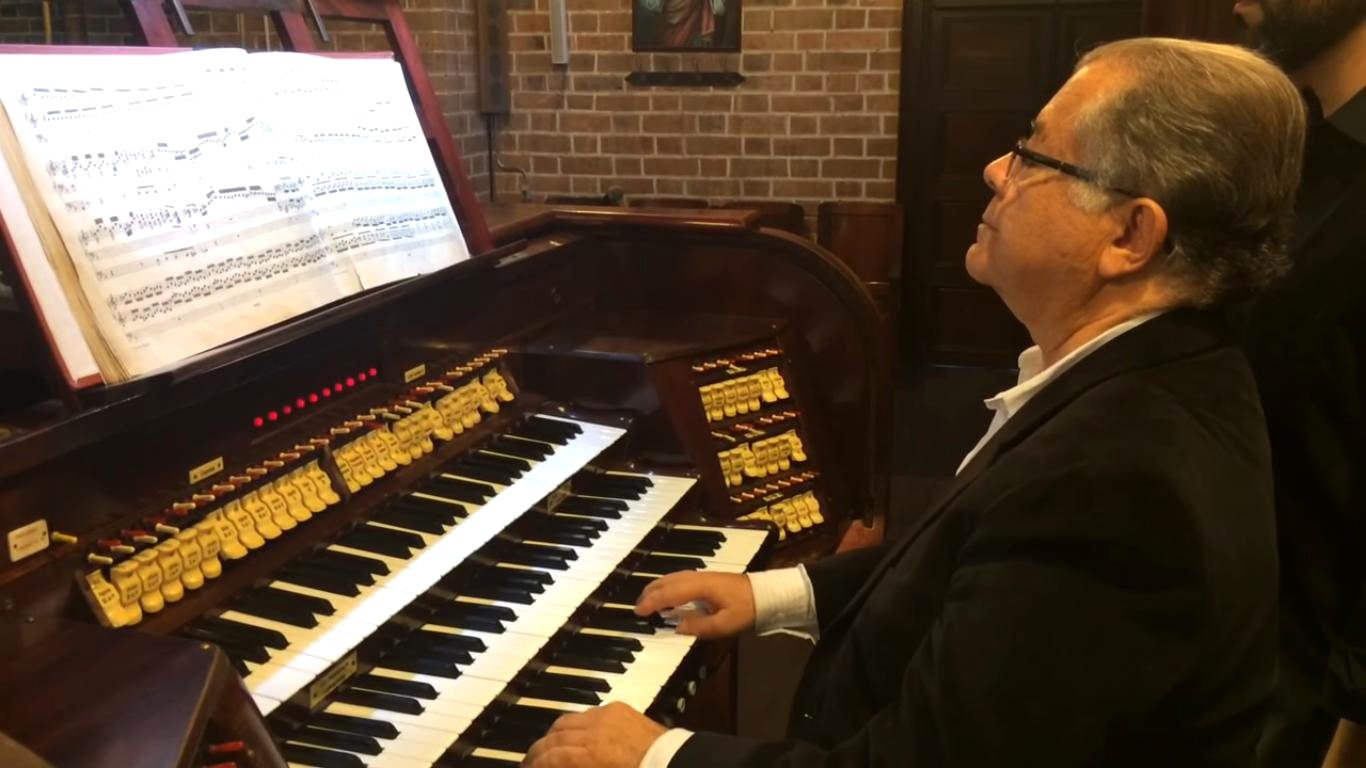
Maestro Octavio Giraldo Baena.

- Octavio Giraldo Baena es un pianista, organista y profesor jubilado de la Facultad de Artes de la Universidad de Antioquia.[34] Nació el 15 de agosto de 1941 en el Carmen de Viboral, Antioquia, tuvo un encuentro temprano con la música, desde su bachillerato con los padres Claretianos en Bosa – Bogotá. Lo que le permitió con tan sólo 18 años tocar el órgano en Abejorral.[34] Luego realizó estudios de piano en el Instituto de Bellas Artes de Medellín con la profesora Anna Fiora Grassellini y el maestro Pietro Mascheroni, y después en el Conservatorio de Música de la Universidad de Antioquia, con los maestros Harold Martina y Carlos Mario Vignes.[34][35] Ha realizado recitales en varias ciudades de Colombia. Fue organista titular de la Catedral de Medellín entre el 2010 y el 2016.[35]

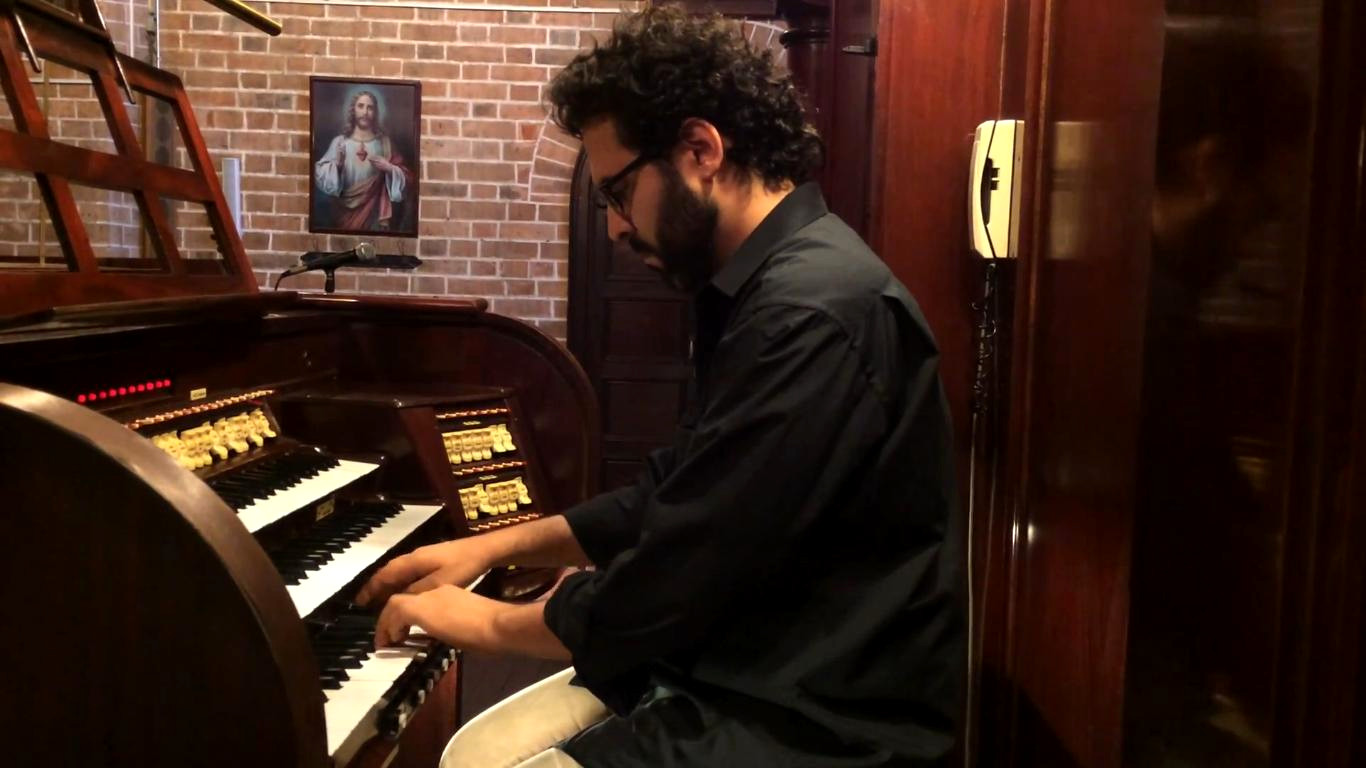
Juan Esteban Giraldo Villegas.

- Juan Esteban Giraldo Villegas es psicólogo, cantante, compositor, pianista y organista.[34][35] Se formó musicalmente con su padre el maestro Octavio Giraldo Baena; recibió clases maestras de órgano con los maestros: Christian Schmitt, Maude Graton, Gorka Sierra, Pascal Marsault y Pavel Svoboda.[35] Como cantautor, ha grabado 5 álbumes de larga duración, realizado giras internacionales en Estados Unidos y Chile, ha compartido escenario con artistas como Fito Páez, Andrés Cepeda, Vetusta Morla, Julian Clark, entre otros.[36] Después de graduarse en sicología, estudió algunos semestres de filosofía, para luego centrarse en la música. Es maestro de composición de la Universidad de Antioquia.[37] En el 2014 llega como organista auxiliar y en el 2016 pasa a ser titular.

- Daniel Julián Arteaga Meneses es pianista clásico, arreglista, director y cantante de la Universidad de Antioquia. Nació en Medellín en junio de 1997, de abuelos músicos. Ha participado como pianista concertista solista en el Paraninfo de la Universidad de Antioquia, la seccional Oriente de la misma, en la serie de encuentros con el piano en la UPB. Inició sus estudios de piano con la maestra Teresita Gómez. En 2023, siguió sus estudios de piano con el maestro Carlos Betancourt y en 2024 con el maestro Jorge Hernán Gómez. Ha recibido clases maestras de la maestra Alexia Mouza, Alan Huckelberry. Actualmente, es el organista titular de la catedral.